# Idresjön
Idresjön är en sjö i Älvdalens kommun i Dalarna och ingår i Dalälvens huvudavrinningsområde. Sjön har en area på 2,65 kvadratkilometer och ligger 442 meter över havet. Sjön avvattnas av vattendraget Dalälven (Österdalälven).

## Delavrinningsområde
Idresjön ingår i det delavrinningsområde (686197-134174) som SMHI kallar för Utloppet av Idresjön. Medelhöjden är 514 meter över havet och ytan är 34,84 kvadratkilometer. Räknas de 221 avrinningsområdena uppströms in blir den ackumulerade arean 2 268,57 kvadratkilometer. Avrinningsområdets utflöde Dalälven (Österdalälven) mynnar i havet. Avrinningsområdet består mestadels av skog (78 procent). Avrinningsområdet har 2,72 kvadratkilometer vattenytor vilket ger det en sjöprocent på 7,8 procent. Bebyggelsen i området täcker en yta av 0,81 kvadratkilometer eller 2 procent av avrinningsområdet.